# Sean Stone
Sean Ali Stone (născut 1984) este un regizor de film american, producator, de imagine, scenarist și actor.

## Filmografie (regizor)
- Wall Street: Banii sunt făcuți să circule, 2010
- W., 2008
- World Trade Center: Urmele supraviețuitorilor, 2006 - și producător
- Alexandru, 2004 - și scenarist, producător
- Wall Street, 1987
- Fighting Against Time: Oliver Stone's Alexander (2005) (as qriter, producer, director, cinematographer)
- The Death of Alexander (2005) (as producer, director, cinematographer)
- Resurrecting Alexander (2005) (as producer, director, cinematographer)
- Perfect Is the Enemy of Good (2005) (as producer, director, cinematographer)
- Nuremberg: A Vision Restored (2007) (as producer, director, cinematographer)
- Singularity (2008) (as writer, producer, director)
- Graystone (2011) (as writer, director)